# Dunaújváros Gorillaz 2012
Questa voce raccoglie le informazioni riguardanti i Dunaújváros Gorillaz nelle competizioni ufficiali della stagione 2012.

## Divízió I 2012

### Stagione regolare
| 31 marzo 2012 2ª giornata | Eger Heroes | 20 – 21 | Dunaújváros Gorillaz |  |

| 15 aprile 2012 4ª giornata | Dunaújváros Gorillaz | 40 – 23 | Budapest Titans |  |

| 6 maggio 2012 6ª giornata | Békéscsaba Raptors | 20 – 25 | Dunaújváros Gorillaz |  |

| 19 maggio 2012 7ª giornata | Dunaújváros Gorillaz | 27 – 6 | Jászberény Wolverines |  |

| 3 giugno 2012 8ª giornata | Dunaújváros Gorillaz | 31 – 9 | Szolnok Soldiers |  |

### Playoff
| 1º luglio 2012 Semifinale | Dunaújváros Gorillaz | 42 – 12 | Eger Heroes |  |

| 14 luglio 2012 Pannon Bowl | Dunaújváros Gorillaz | 34 – 3 | Békéscsaba Raptors |  |

## Statistiche di squadra
| Competizione      | %Vittorie | In casa | In casa | In casa | In casa | In casa | In casa | In trasferta | In trasferta | In trasferta | In trasferta | In trasferta | In trasferta | Totale | Totale | Totale | Totale | Totale | Totale |
| Competizione      | %Vittorie | G       | V       | N       | P       | Pf      | Ps      | G            | V            | N            | P            | Pf           | Ps           | G      | V      | N      | P      | Pf     | Ps     |
| ----------------- | --------- | ------- | ------- | ------- | ------- | ------- | ------- | ------------ | ------------ | ------------ | ------------ | ------------ | ------------ | ------ | ------ | ------ | ------ | ------ | ------ |
| Stagione regolare | 1.000     | 3       | 3       | 0       | 0       | 98      | 38      | 2            | 2            | 0            | 0            | 46           | 40           | 5      | 5      | 0      | 0      | 144    | 78     |
| Playoff           | 1.000     | 2       | 2       | 0       | 0       | 76      | 15      | 0            | 0            | 0            | 0            | 0            | 0            | 2      | 2      | 0      | 0      | 76     | 15     |
| Totale            | 1.000     | 5       | 5       | 0       | 0       | 174     | 53      | 2            | 2            | 0            | 0            | 46           | 40           | 7      | 7      | 0      | 0      | 220    | 93     |